# The Alien (film 1915)
The Alien è un film muto del 1915 diretto da Reginald Barker e Thomas H. Ince; è conosciuto anche come The Sign of the Rose.
Il soggetto si basa sul lavoro teatrale The Sign of the Rose di George Beban e Charles T. Dazey che, a Broadway, era andato in scena al Garrick Theatre l'11 ottobre 1911, interpretato dallo stesso Beban.
Nel 1922, George Beban ne produsse e interpretò il remake, che uscì con il titolo The Sign of the Rose.

## Trama
Pietro Massena è un italiano, un povero scavatore che alleva con amore la figlioletta Rosina, orfana di madre. Phil Griswold, in attesa di un'eredità, vorrebbe festeggiare ma, senza soldi, convince l'amico Robbins a derubare il negozio di fiori dove lavora. L'eredità attesa da Phil va invece a suo fratello William. Poiché questi rifiuta di dargli i soldi per coprire l'ammanco del negozio, Phil rapisce Dorothy, la figlia del fratello, gettando la colpa sull'italiano Pietro con l'inviare una richiesta di riscatto firmata dalla Mano Nera.
William, per trovare Dorothy, gira in auto per i quartieri poveri della città alla ricerca di Pietro e, senza volere, investe e uccide Rosina. Il povero Pietro, in lutto per la morte della figlia, si reca dal fioraio per comperare una rosa da deporre sulla bara. Ma viene arrestato perché Phil ha organizzato le cose in modo che colui che si presenterà in negozio "con il segno della rosa" si qualificherà come il rapitore, venuto a riscuotere il riscatto.
Pietro cerca di sottrarsi all'arresto, minacciando di uccidere il poliziotto che lo ha fermato perché vuole ritornare dalla sua bambina morta. In quel momento arriva William che scagiona Pietro dopo che Dorothy è stata ritrovata e si è scoperto l'identità del vero rapitore. William vorrebbe dare una ricompensa in denaro a Pietro, ma l'uomo rifiuta. Poi, tristemente, se ne torna a casa.

## Produzione
Il film fu prodotto dalla New York Motion Picture. Venne girato in California, a San Francisco e a Mount Baldy.

## Distribuzione
Distribuito dalla Select Film Booking Agency, uscì nelle sale cinematografiche statunitensi nel luglio 1915.